# Passeig Mossèn Cinto Verdaguer (Lloret de Mar)
El Passeig Verdaguer és un passeig urbà del municipi de Lloret de Mar (Selva). Forma part de l'Inventari del Patrimoni Arquitectònic de Catalunya.

## Descripció
És un passeig urbà situat a primera línia de costa, entre la Casa de la Vila de Lloret de Mar i El Centre Cultural Verdaguer de Can Garriga. Les seves mides aproximades són d'uns 300 metres de llargada per 50 d'amplada. És paral·lel a la platja i té, a cantó i cantó de la zona de passeig, una filera de palmeres. Actualment el paviment és de sorra argilosa i els voltants estan curosament ajardinats i mantinguts, amb bancs per seure i alguna escultura commemorativa.
A un costat del passeig hi ha una filera de bars, hotels i altres establiments de serveis i a l'altre costat hi ha el passeig marítim i la platja, amb els seus banyistes i les parades de gelats i begudes i les barrques que ofereixen viatges en vaixell per la Costa Brava, des de Tossa a Blanes.

## Història
El passeig marítim de Lloret de Mar va néixer de les noves alineacions produïdes per l'aventura americana i, realment, per l'acció i dissenys d'arquitectes com Martí Sureda i Fèlixz de Azúa, entre d'altres. El passeig fou projectat i ideat el 1869 per Martí Sureda Deulovol (1822-1890). En la redacció hi participaren el mestre d'obres de Lloret Joan Lluhí i Rissech i l'arquitecte provincial Fèlix d'Azúa. L'obra s'acaba el 1972 i està molt vinculada a les obres de construcció de l'Ajuntament.
El nom de Jacint Verdaguer li fou donat a principis del segle XX (1914), ja que originalment va rebre el nom de Passeig de Mar. Curiosament és al terme de Lloret que el mossèn i poeta Jacint Verdaguer (1845-1902) va rebre un dels primers monuments i/o recordatoris pòstums, el Monument de l'Àngel (1904) que hi ha a l'indret de Ses Pedres Lluïdores, camí de Sant Pere del Bosc. El 1878-79 va existir a Lloret un projecte d'alineacions, fet per Frederic Esteve, que preveia un eixample ideal amb similituds a l'eixample Cerdà de Barcelona.